# Lipovec, Rimavská Sobota
Lipovec este o comună slovacă, aflată în districtul Rimavská Sobota din regiunea Banská Bystrica. Localitatea se află la altitudinea de 510 m deasupra n.m., se întinde pe o suprafață de 4,09 km2 și în 2017 număra 108 locuitori.

## Istoric
Localitatea Lipovec este atestată documentar din 1413.

## Demografie
| An:                | 1994 | 2004   | 2014    | 2024    |
| ------------------ | ---- | ------ | ------- | ------- |
| Număr de persoane: | 83   | 76     | 102     | 90      |
| Diferență:         |      | −8,43% | +34,21% | −11,76% |

| An:                | 2023 | 2024   |
| ------------------ | ---- | ------ |
| Număr de persoane: | 86   | 90     |
| Diferență:         |      | +4,65% |